# 秋田自動車道
秋田自動車道（日语：／ Akita jidōshadō */?）是起於日本岩手縣北上市北上系統交流道，經過秋田縣秋田市，終於秋田縣鹿角郡小坂町小坂系統交流道的高速公路。簡稱為秋田道（日语：／ Akitadō */?）。
高速公路路線編號分開編號，在北上系統交流道 - 河邊系統交流道間編為E46，河邊系統交流道 - 小坂系統交流道與日本海東北自動車道共同編為E7。

## 概要
秋田道是由從岩手縣北上市起與東北自動車道分岐，分別在秋田縣橫手市連接湯澤橫手道路、秋田縣秋田市河邊連接日本海東北自動車道，至秋田縣能代市的二井白神交流道約180公里的路線，以及秋田縣北秋田市鷹巢交流道至秋田縣鹿角郡小坂町小坂系統交流道與東北自動車道匯合的35.5公里路線所組成。其中，八龍交流道至能代南交流道與小坂系統交流道收費站由東日本高速道路管理。
本自動車道為東北橫斷自動車道釜石秋田線的北上系統交流道以西區間、日本海沿岸東北自動車道河邊系統交流道至秋田北交流道區間、昭和男鹿半島交流道至琴丘森岳交流道區間、釋迦內停車區至小坂系統交流道區間、一般國道7號秋田外環狀道路、琴丘能代道路、鷹巢大館道路、大館西道路等的道路名總稱。
秋田自動車道於1997年時一度全線通車，2001年終點為昭和男鹿半島交流道，為了讓駕駛容易理解，2002年（平成14年）3月30日配合琴丘能代道路琴丘森岳交流道至八龍交流道開通，昭和男鹿半島交流道以北區間改稱秋田自動車道。
此外，秋田北交流道至昭和男鹿半島交流道、琴丘森岳交流道至二井白神交流道、鷹巢交流道至釋迦內停車區雖是秋田自動車道的一部分，但正式道路名稱為一般國道7號。因此，收費區間的秋田北交流道至昭和男鹿半島交流道、琴丘森岳交流道至八龍交流道為一般收費道路（高速自動車國道並行一般國道自動車專用道路）。該路段在2007年（平成19年）8月20日起與其他高速自動車國道路段一樣導入ETC時段優惠。
2011年（平成23年）2月25日起，西仙北交流道關閉進行ETC專用交流道切換工程，3月26日15:00西仙北智慧型交流道（ETC專用智慧型交流道）啟用。同時交流道管理公司也從第三部門西仙北溫泉交流道株式會社轉給東日本高速道路。
2010年（平成22年）6月28日起，秋田中央中交流至八龍交流道實施免費化社會實驗，之後為了確保東日本大震災復興費用，於同年6月19日中止社會實驗。

### 一般國道7號秋田外環狀道路
秋田外環狀道路（日语：／）是秋田北交流道至昭和男鹿半島交流道間長度9.5公里的高速公路（高規格幹線道路）。
在日本海沿岸東北自動車道法定化之前，以秋田市為終點的東北橫斷自動車道釜石秋田線已在進行往秋田市外延伸工程，也就是所謂的國道7號繞道（為東北橫斷自動車道並行一般國道快速道路）。1997年11月13日啟用。

### 一般國道7號琴丘能代道路
琴丘能代道路（日语：／）是從秋田縣山本郡三種町至能代市全長 33.8公里的快速道路。
是以日本海沿岸東北自動車道並行之國道7號自動車專用道路進行整備，八龍交流道至二井白神交流道暫時免費。

#### 路線資訊
- 起點：秋田縣山本郡三種町鹿渡
- 終點：秋田縣能代市二井町駒形
- 全長：33.8公里
- 規格（日语：道路構造令）：第1種第2級
- 設計速度：100km/h
- 車道數：暫定2車道（完成4車道）
- 建設費用預定償還完畢時間：2025年3月27日

### 一般國道7號鷹巢大館道路
鷹巢大館道路（日语：／）是秋田縣北秋田市脇神至秋田縣大館市櫃崎全長 13.9公里的自動車專用道路。全線做為秋田自動車道啟用。鷹巢大館道路起點往西的鷹巢西道路連接區間1.7公里也與本事業進行整備，並與鷹巢西道路同時啟用。

### 一般國道7號大館西道路
大館西道路（日语：／）是從秋田縣大館市櫃崎至大館市商人留全長 8.8公里的快速道路。

#### 路線資訊
- 起點：秋田縣大館市櫃崎
- 終點：秋田縣大館市商人留
- 全長：8.8公里
- 規格（日语：道路構造令）：第1種第2級、第1種第3級
- 設計速度：100km/h、80km/h
- 道路寬度：12.0m（暫定）
- 車道數：暫定2車道（完成4車道），禁止超車（設有回復式導桿）

#### 概要
大館西道路最初是做為日本海沿岸東北自動車道的並行一般國道自動車專用道路進行整備，起點連接興建中的鷹巢大館道路，終點在大館市商人留連接日本海沿岸東北自動車道新直轄區間。隨著2013年（平成25年）11月30日延伸至小坂系統交流道連接東北自動車道後，本路線納入秋田自動車道的一部分。
之後，大館西道路與日本海沿岸東北自動車道新直轄區間的連接處也從大館北交流改至釋迦內停車區。

#### 沿革
計畫最初是1982年度（昭和57年度）以國道7號大館西繞道進行興建，1988年度（昭和63年度）計畫變更為大館西道路。
2003年度（平成15年度），事業計劃起點改為櫃崎臨時出入口，新增大館南交流道至櫃崎臨時出入口2.6公里區間。2006年度（平成18年度），終點的大館北交流道從商人留改到現在國道7號的連接處（大館市釋迦內），原址則改為釋迦內停車區。
2011年（平成23年），櫃崎臨時出入口正式命名為二井田真中交流道，二井田真中交流道至大館南交流道通車。2013年（平成25年）11月30日全線開通，同時編入秋田自動車道。

## 交流道
- 交流道（IC）編號欄的背景色為■顯示該部分道路已經啟用。設施名欄的背景色為■顯示該部分設施尚未啟用。未開通路段名稱皆為臨時名稱。
- 智能交流道（SIC）以背景色■顯示。
- 巴士站（BS），○/●為使用中，◆為停用中設施。無標示者為沒有巴士站。
- IC為交流道的簡寫，SIC為智能交流道的簡寫，JCT為系統交流道的簡寫，SA為服務區的簡寫，PA為停車區（日语：パーキングエリア）的簡寫，TB為公路收費站的簡寫，BS為巴士站的簡寫，TN為隧道的簡寫，BR為橋樑的簡寫。
- 北上系統交流道 - 秋田北交流道：東北橫斷自動車道（日语：東北横断自動車道）釜石秋田線
- 秋田北交流道 - 昭和男鹿半島交流道：一般國道7號秋田外環狀道路
- 昭和男鹿半島交流道 - 琴丘森岳交流道：日本海沿岸東北自動車道
- 琴丘森岳交流道 - 二井白神交流道：一般國道7號琴丘能代道路
- 二井白神交流道 - 小繋交流道：一般國道7號二井繞道（日语：二ツ井バイパス）（現道活用区間）[a]
- 小繋交流道 - 今泉交流道：一般國道7號二井今泉道路（日语：二ツ井今泉道路）
- 今泉交流道 - 北秋田市脇神[b]：秋田縣道325號大館能代機場西線鷹巢西道路（日语：鷹巣西道路）（現道活用區間）[c]
- 北秋田市脇神 - 大館能代機場交流道：一般國道7號鷹巢大館道路連接處
- 大館能代機場交流道 - 二井田真中交流道：一般國道7號鷹巢大館道路
- 二井田真中交流道 - 釋迦内停車區：一般國道7號大館西道路
- 釋迦内停車區 - 小坂系統交流道：日本海沿岸東北自動車道

| 交流道 編號                                        | 中文設施名                | 日文設施名      | 英文設施名 | 接續路線名                                                          | 起點 里程 （公里） | BS | 備註                                                                       | 所在地 | 所在地            |
| -------------------------------------------------- | ------------------------- | --------------- | ---------- | ------------------------------------------------------------------- | ------------------ | -- | -------------------------------------------------------------------------- | ------ | ----------------- |
| 37                                                 | 北上系統交流道            |                 |            | E4 東北自動車道                                                     | 0.0                |    |                                                                            | 岩手縣 | 北上市            |
| 1                                                  | 北上西交流道              |                 |            | 岩手縣道47號北上西交流道線 岩手縣道225號北上和賀線                  | 8.7                |    |                                                                            | 岩手縣 | 北上市            |
| -                                                  | 和賀仙人隧道              |                 | /          |                                                                     | ↓                  |    | 長3,776公尺                                                                | 岩手縣 | 北上市            |
| -                                                  | 和賀仙人隧道              | 和賀郡 西和賀町 | /          |                                                                     | ↓                  |    | 長3,776公尺                                                                | 岩手縣 |                   |
| -                                                  | 錦秋湖服務區              |                 |            |                                                                     | 21.4               |    |                                                                            | 岩手縣 |                   |
| 2                                                  | 湯田交流道                |                 |            | 國道107號                                                           | 30.3               |    |                                                                            | 岩手縣 |                   |
| -                                                  | 山內隧道                  |                 | /          |                                                                     | ↓                  |    | 長2,439公尺                                                                | 秋田縣 | 橫手市            |
| -                                                  | 山內停車區                |                 |            |                                                                     | 41.0               |    |                                                                            | 秋田縣 | 橫手市            |
| -                                                  | 山內巴士站                |                 |            |                                                                     | 43.2               | ○  |                                                                            | 秋田縣 | 橫手市            |
| 3                                                  | 橫手交流道/系統交流道     |                 |            | E13 東北中央自動車道（湯澤橫手道路）、國道13號                      | 50.6               |    |                                                                            | 秋田縣 | 橫手市            |
| -                                                  | 平鹿巴士站                |                 |            |                                                                     | 52.7               | ○  |                                                                            | 秋田縣 | 橫手市            |
| 3-1                                                | 橫手北智慧型交流道        |                 |            | 秋田縣道29號橫手大森大內線                                          | 57.1               |    |                                                                            | 秋田縣 | 橫手市            |
| -                                                  | 旭巴士站                  |                 |            |                                                                     | 57.6               | ◆  |                                                                            | 秋田縣 | 橫手市            |
| -                                                  | 角間川巴士站              |                 |            |                                                                     | 65.8               | ○  |                                                                            | 秋田縣 | 大仙市            |
| -                                                  | 雄物川第一橋              |                 | /          |                                                                     | ↓                  |    | 橋長549公尺                                                                | 秋田縣 | 大仙市            |
| -                                                  | 雄物川第一橋              | 橫手市          | /          |                                                                     | ↓                  |    | 橋長549公尺                                                                | 秋田縣 |                   |
| -                                                  | 大森停車區                |                 |            |                                                                     | 68.9               |    |                                                                            | 秋田縣 |                   |
| -                                                  | 大森停車區                | 大仙市          |            |                                                                     | 68.9               |    |                                                                            | 秋田縣 |                   |
| 4                                                  | 大曲交流道                |                 |            | 國道105號、大曲西道路                                               | 71.5               |    |                                                                            | 秋田縣 |                   |
| -                                                  | 南外巴士站                |                 |            |                                                                     | 78.3               | ○  |                                                                            | 秋田縣 |                   |
| 4-1                                                | 西仙北服務區/智慧型交流道 |                 |            | 秋田縣道10號本莊西仙北角館線 （途經市道）                           | 87.8               |    | 智慧型交流道只限6時－22時使用                                              | 秋田縣 |                   |
| -                                                  | 雄物川第二橋              |                 | /          |                                                                     | ↓                  |    |                                                                            | 秋田縣 |                   |
| 5                                                  | 協和交流道                |                 |            | 國道341號 (盛岡秋田道路（計畫路線））                               | 95.4               |    |                                                                            | 秋田縣 |                   |
| 5-1                                                | 河邊系統交流道            |                 |            | E7 日本海東北自動車道（新潟方向）                                   | 103.8              |    |                                                                            | 秋田縣 | 秋田市            |
| 6                                                  | 秋田南交流道              |                 |            | 國道13號                                                            | 106.7              |    |                                                                            | 秋田縣 | 秋田市            |
| 7                                                  | 秋田中央交流道            |                 |            | 秋田縣道62號秋田北野田線                                            | 113.7              |    |                                                                            | 秋田縣 | 秋田市            |
| -                                                  | 太平山停車區              |                 |            |                                                                     | 117.9              |    | 上行線有救護車緊急出口通道。連接秋田大學醫學部附屬醫院。                   | 秋田縣 | 秋田市            |
| 8                                                  | 秋田北交流道              |                 |            | 秋田縣道72號秋田北交流道線                                          | 122.9              |    |                                                                            | 秋田縣 | 秋田市            |
| 9                                                  | 昭和男鹿半島交流道        |                 |            | 國道7號（現道）                                                     | 132.4              |    |                                                                            | 秋田縣 | 秋田市            |
| 10                                                 | 五城目八郎潟交流道        |                 |            | 秋田縣道15號秋田八郎潟線                                            | 143.5              |    |                                                                            | 秋田縣 | 南秋田郡 五城目町 |
| -                                                  | 八郎湖服務區              |                 |            |                                                                     | 150.4              |    |                                                                            | 秋田縣 | 山本郡 三種町     |
| 11                                                 | 琴丘森岳交流道/本線收費站 |                 |            | 秋田縣道37號琴丘上小阿仁線                                          | 153.1              |    |                                                                            | 秋田縣 | 山本郡 三種町     |
| -                                                  | 琴丘森岳本線收費站        |                 |            |                                                                     | 153.5              |    | 公路收費站                                                                 | 秋田縣 | 山本郡 三種町     |
| 12                                                 | 八龍交流道                |                 |            | 國道7號（現道）                                                     | 166.1              |    |                                                                            | 秋田縣 | 山本郡 三種町     |
| 13                                                 | 能代南交流道              |                 |            | 國道7號（現道）                                                     | 170.2              |    |                                                                            | 秋田縣 | 能代市            |
| 14                                                 | 能代東交流道              |                 |            | 國道7號（現道） 秋田縣道64號能代二井線                              | 176.7              |    |                                                                            | 秋田縣 | 能代市            |
| 15                                                 | 二井白神交流道            |                 |            | 國道7號（現道） 青森縣道、秋田縣道317號西目屋二井線                 | 186.7              |    |                                                                            | 秋田縣 | 能代市            |
| -                                                  | 能代市二井町切石          |                 | /          | 國道7號（現道）                                                     |                    |    | 琴丘能代道路與本線直通改善工程進行中 （能代地區線形改良） 預定2024年度開通 | 秋田縣 | 能代市            |
| 興建中                                             |                           |                 |            |                                                                     |                    |    |                                                                            | 秋田縣 | 能代市            |
| -                                                  | 能代市二井町種梅          |                 | /          | 秋田縣道202號小瀧二井線 秋田縣道203號高屋敷茶屋下線                 |                    |    | 立體化改善工程進行中 （種梅入口交差點改良）                                | 秋田縣 | 能代市            |
| 興建中                                             |                           |                 |            |                                                                     |                    |    |                                                                            | 秋田縣 | 能代市            |
| -                                                  | 能代市二井町荷上場        |                 | /          | 秋田縣道317號西目屋二井線                                           |                    |    | 合流匝道改善工程進行中 （荷上場地區交差點改良）                            | 秋田縣 | 能代市            |
| 興建中                                             |                           |                 |            |                                                                     |                    |    |                                                                            | 秋田縣 | 能代市            |
| -                                                  | 小繋交流道                |                 |            | 國道7號（現道） 秋田縣道322號徯后阪公園素波里湖線                   |                    |    | 預定2023年度開通 （二井今泉道路）                                          | 秋田縣 | 能代市            |
| -                                                  | 今泉交流道                |                 |            | 國道7號（現道） 秋田縣道325號大館能代機場西線（現道）               |                    |    | 預定2023年度開通 （二井今泉道路）                                          | 秋田縣 | 北秋田市          |
| 暫時現道活用路段 （秋田縣道325號大館能代機場西線） |                           |                 |            |                                                                     |                    |    |                                                                            | 秋田縣 | 北秋田市          |
| 21                                                 | 蟹澤交流道                |                 |            | 秋田縣道325號大館能代機場西線（現道）                               | 0.0                |    |                                                                            | 秋田縣 | 北秋田市          |
| 22                                                 | 伊勢堂岱交流道            |                 |            | 秋田縣道197號木戶石鷹巢線                                           | 1.7                |    |                                                                            | 秋田縣 | 北秋田市          |
| 23                                                 | 大館能代機場交流道        |                 |            | 秋田縣道324號大館能代機場東線 秋田縣道325號大館能代機場西線（現道） | 5.3                |    |                                                                            | 秋田縣 | 北秋田市          |
| 24                                                 | 鷹巢交流道                |                 |            | 國道105號鷹巢繞道                                                   | 7.0                |    |                                                                            | 秋田縣 | 北秋田市          |
| -                                                  | 榮隧道                    |                 | /          |                                                                     | ↓                  |    | 長562公尺                                                                  | 秋田縣 | 北秋田市          |
| -                                                  | 摩當山隧道                |                 | /          |                                                                     | ↓                  |    | 長3,333公尺                                                                | 秋田縣 | 北秋田市          |
| -                                                  | 摩當山隧道                | 大館市          | /          |                                                                     | ↓                  |    | 長3,333公尺                                                                | 秋田縣 |                   |
| 25                                                 | 二井田真中交流道          |                 |            | 秋田縣道52號比內田代線                                              | 19.2               |    |                                                                            | 秋田縣 |                   |
| 26                                                 | 大館南交流道              |                 |            | 國道103號大館南繞道                                                 | 21.8               |    |                                                                            | 秋田縣 |                   |
| -                                                  | 片山隧道                  |                 | /          |                                                                     | ↓                  |    | 長420公尺                                                                  | 秋田縣 |                   |
| 27                                                 | 大館北交流道              |                 |            | 國道7號（現道）                                                     | 26.4               |    |                                                                            | 秋田縣 |                   |
| -                                                  | 釋迦內停車區              |                 |            |                                                                     | 28.0               |    | 上下線合併、可迴轉                                                         | 秋田縣 |                   |
| -                                                  | 大茂內第一隧道            |                 | /          |                                                                     | ↓                  |    | 長1,823公尺                                                                | 秋田縣 |                   |
| -                                                  | 大茂內第二隧道            |                 | /          |                                                                     | ↓                  |    | 長2,988公尺                                                                | 秋田縣 |                   |
| -                                                  | 雪澤第一隧道              |                 | /          |                                                                     | ↓                  |    | 長2,553公尺                                                                | 秋田縣 |                   |
| -                                                  | 雪澤第二隧道              |                 | /          |                                                                     | ↓                  |    | 長1,849公尺                                                                | 秋田縣 |                   |
| -                                                  | 雪澤第二隧道              | 鹿角郡 小坂町   | /          |                                                                     | ↓                  |    | 長1,849公尺                                                                | 秋田縣 |                   |
| 28                                                 | 小坂北交流道              |                 |            |                                                                     | 42.0               |    | 只限大館方向出入口                                                         | 秋田縣 |                   |
| 49-2                                               | 小坂系統交流道/本線收費站 |                 |            |                                                                     | 42.0               |    | 公路收費站                                                                 | 秋田縣 |                   |
| 49-2                                               | 小坂系統交流道            |                 |            | E4 東北自動車道                                                     | 42.5               |    |                                                                            | 秋田縣 |                   |

- 收費區間 
  - 北上系統交流道-八龍交流道
  - 小坂北交流道-小坂系統交流道
- 免費區間 
  - 八龍交流道-二井白神交流道
  - 蟹澤交流道-小坂北交流道

## 歷史
- 1982年（昭和57年）：一般國道7號大館西繞到（第3種第1級） 事業化。
- 1983年：一般國道7號琴丘能代道路事業化。
- 1988年（昭和63年）：一般國道7號大館西繞道計畫變更為大館西道路（第1種第3級）。
- 1991年7月25日：橫手交流道至秋田南交流道間通車，為通過秋田市的首條高速道路。
- 1993年3月17日：一般國道7號琴丘能代道路的八龍交流道至能代南交流道（4.1公里）通車。
- 1994年
  - 8月4日：北上系統交流道至北上西交流道通車，與東北自動車道連接。
  - 11月12日：橫手交流道連接湯澤橫手道路。
- 1995年11月10日：湯田交流道至橫手交流道通車。
- 1997年
  - 7月23日：北上西交流道至湯田交流道通車（秋田自動車道第1次全線通車）。
  - 11月13日：秋田南交流道至秋田北交流道通車，同時一般國道7號秋田外環狀道路的秋田北交流道至昭和男鹿半島交流道通車。
- 1998年（平成10年）12月5日：一般國道7號大館西道路大館南交流道至釋迦內臨時出入口（現大館北交流道）通車。
- 2001年7月7日：協和交流道至秋田南交流道4車道化完成，同時河邊系統交流道通車，與日本海東北自動車道連接。
- 2002年
  - 3月30日：一般國道7號琴丘能代道路的琴丘森岳交流道至八龍交流道（13.0公里）通車。
  - 4月10日：西仙北交流道啟用。
  - 9月28日：昭和男鹿半島交流道至琴丘森岳交流道通車，同時設置琴丘森岳本線收費站。
- 2003年10月29日：大曲交流道至西仙北交流道/服務區4車道化。
- 2004年3月26日：西仙北交流道/服務區至協和交流道4車道化。
- 2005年10月1日：日本道路公團民營化，為東日本高速道路株式會社繼承。
- 2006年7月29日：一般國道7號琴丘能代道路的能代南交流道至能代東交流道（6.7公里）通車。
- 2007年8月12日：一般國道7號琴丘能代道路的能代東交流道至二井白神交流道（10.0公里）通車。
- 2009年（平成21年）6月30日：取得西仙北智慧型交流道連結許可。（西仙北交流道智慧型化的連結許可）[20]
- 2010年（平成22年）
  - 2月2日：秋田中央交流道至八龍交流道指定為高速道路免費化社會實驗對象區間。
  - 6月28日：秋田中央交流道至八龍交流道開始高速道路免費化社會實驗[21]。
- 2011年（平成23年）
  - 3月26日：西仙北交流道改建為智慧型交流道[22]。
  - 6月19日：政府為確保2011年3月11日東日本大震災的復興費用，秋田中央交流道至八龍交流道的免費化社會實驗暫時中止[4]。該路段恢復收費。
  - 6月20日：為支援東日本大震災災民，全線針對部分車輛實施通行免費措施[23]。
  - 8月24日：二井白神交流道直通日本海沿岸東北自動車道基本計劃區間進入動工階段[24]。
  - 12月17日：一般國道7號大館西道路二井田真中交流道至大館南交流道通車[25]。
- 2012年（平成24年）3月31日：部分車輛通行免費措施結束。
- 2013年（平成25年）11月30日：大館北交流道（原稱釋迦內臨時出入口）至小坂系統交流道通車，連接東北自動車道。同時大館西道路（二井田真中交流道至釋迦內停車區）編入秋田自動車道[26]。
- 2016年（平成28年）10月22日：鷹巢交流道至二井田真中交流道（一般國道7號鷹巢大館道路）通車[27]。
- 2018年（平成30年）3月21日：大館能代機場交流道至鷹巢交流道（一般國道7號鷹巢大館道路）通車[28]。
- 2019年（平成31年/令和元年）
  - 3月29日：國土交通省依照防災目的，通過湯田交流道至橫手交流道/系統交流道部分路段的4線道化工程[29]。
  - 8月4日：橫手北智慧型交流道啟用[30]。
  - 9月4日：國土交通省公布秋田道暫定2車線區間中的北上系統交流道至大曲交流道間列為10至15年後4線道化優先整備區間[31][32][33]。
- 2020年（令和2年）
  - 3月10日：國土交通省將秋田道4線道化優先整備區間的湯田交流道至橫手交流道/系統交流道部分路段列為2020年度新4線道化動工候選路段[34][35][36]。
  - 3月31日：湯田交流道至橫手交流道/系統交流道部分路段取得國土交通省4線道化工程許可[37]。
  - 12月13日：蟹澤交流道至大館能代機場交流道（鷹巢西道路與往鷹巢西道路連接區間）通車[38]。
- 2021年（令和3年）
  - 3月5日：國土交通省將秋田道4線道化優先整備區間的北上西交流道至湯田交流道列為2021年度新4線道化動工候選路段[39][40][41]。
  - 3月30日：北上西交流道至湯田交流道取得國土交通省4線道化工程許可[42]。
- 2022年（令和4年）
  - 6月17日：國土交通省專家會議建議變更今泉交流道至蟹澤交流道的現道（秋田縣道325號大館能代機場西線（日语：秋田県道325号大館能代空港西線））活用計畫，改為整備新線（自動車專用道路）[10][11][12]。

### 開通預定年度
- 2023年度 : 小繋交流道至今泉交流道[18][d]
- 2024年度：二井白神交流道至能代市二井町切石[14]
- 未定 : 能代市二井町切石至小繋交流道、今泉交流道至蟹澤交流道、北上西交流道至橫手交流道4線道化

部分進行新線整備（二井今泉道路），現道活用區間則進行交差點改良等暫時改善措施。未來將在現道活用區間進行改良工程，全線整備為自動車專用道路。

## 車道、速限與收費
| 區間                                  | 車道數 上下線=上行線+下行線 | 速限   | 收費 | 備註 |
| ------------------------------------- | --------------------------- | ------ | ---- | ---- |
| 北上系統交流道 - 横手交流道           | 2=1+1 （暫定2車線）         | 70km/h | 收費 | ※    |
| 横手交流道 - 横手北智慧型交流道       | 4=2+2                       | 80km/h | 收費 |      |
| 横手北智慧型交流道 - 大森停車區       | 2=1+1 （暫定2車線）         | 70km/h | 收費 | ※    |
| 大森停車區 - 秋田南交流道             | 4=2+2                       | 80km/h | 收費 |      |
| 秋田南交流道 - 八龍交流道             | 2=1+1 （暫定2車線）         | 70km/h | 收費 |      |
| 八龍交流道 - 二井白神交流道           | 2=1+1 （暫定2車線）         | 70km/h | 免費 |      |
| （二井白神交流道 - 蟹澤交流道未開通） |                             |        |      |      |
| 蟹澤交流道 - 大館能代機場交流道       | 2=1+1 （完成2車線）         | 80km/h | 免費 |      |
| 大館能代機場交流道 - 小坂北交流道     | 2=1+1 （暫定2車線）         | 70km/h | 免費 |      |
| 小坂北交流道 - 小坂系統交流道         | 匝道                        | 40km/h | 收費 |      |

- ※ : 北上系統交流道 - 大曲交流道為4線道化優先整備區間[31][32][33]，其中的北上西交流道至橫手交流道已在進行整建。

### 道路設施

#### 服務區、停車區
商店設於錦秋湖服務區與西仙北服務區。西仙北服務區下行線的FamilyMart，上行線的7-Eleven都是24小時營業。錦秋湖服務區的加油站僅在白天營業。其他僅有廁所與自動販賣機。

#### 主要隧道與橋樑
| 隧道、橋梁名稱 | 長度                            | 區間                                   | 備註                         |
| -------------- | ------------------------------- | -------------------------------------- | ---------------------------- |
| 山口隧道       | 250公尺                         | 北上西交流道 - 錦秋湖服務區            |                              |
| 和賀仙人隧道   | 3,776公尺                       | 北上西交流道 - 錦秋湖服務區            | 3,775.5公尺，本路線最長隧道  |
| 大荒澤隧道     | 293公尺                         | 北上西交流道 - 錦秋湖服務區            |                              |
| 峠山隧道       | 1,321公尺                       | 北上西交流道 - 錦秋湖服務區            |                              |
| 鷲之巢隧道     | 924公尺                         | 錦秋湖服務區 - 湯田交流道              |                              |
| 湯田隧道       | 2,413公尺                       | 錦秋湖服務區 - 湯田交流道              | 其他資料為2,485公尺          |
| 川尻隧道       | 475公尺                         | 錦秋湖服務區 - 湯田交流道              |                              |
| 黑澤隧道       | 471公尺                         | 湯田交流道 - 山內停車區                |                              |
| 山內隧道       | 2,439公尺                       | 湯田交流道 - 山內停車區                |                              |
| 土渕隧道       | 774公尺                         | 山內停車區 - 橫手交流道/系統交流道     |                              |
| 大澤隧道       | 444公尺                         | 山內停車區 - 橫手交流道/系統交流道     |                              |
| 横手隧道       | 681公尺                         | 山內停車區 - 橫手交流道/系統交流道     |                              |
| 雄物川第一橋   | 549公尺                         | 橫手北智慧型交流道 - 大森停車區        |                              |
| 雄物川第二橋   |                                 | 西仙北服務區/智慧型交流道 - 協和交流道 |                              |
| 協和隧道       | 上行線：527公尺 下行線：541公尺 | 西仙北服務區/智慧型交流道 - 協和交流道 | 本路線唯一上下線獨立的隧道。 |
| 市野隧道       | 437公尺                         | 五城目八郎潟交流道 - 八郎湖服務區      |                              |
| 榮隧道         | 562公尺                         | 鷹巢交流道 - 二井田真中交流道          |                              |
| 摩當山隧道     | 3,333公尺                       | 鷹巢交流道 - 二井田真中交流道          | 第二長隧道                   |
| 片山隧道       | 420公尺                         | 大館南交流道 - 大館北交流道            |                              |
| 釋迦內隧道     | 295公尺                         | 釋迦內停車區 - 小坂北交流道            |                              |
| 大茂內第一隧道 | 1,823公尺                       | 釋迦內停車區 - 小坂北交流道            |                              |
| 大茂內第二隧道 | 2,988公尺                       | 釋迦內停車區 - 小坂北交流道            | 第三長隧道                   |
| 大川日澤橋     | 431公尺                         | 釋迦內停車區 - 小坂北交流道            |                              |
| 雪澤第一隧道   | 2,553公尺                       | 釋迦內停車區 - 小坂北交流道            |                              |
| 雪澤第二隧道   | 1,849公尺                       | 釋迦內停車區 - 小坂北交流道            |                              |

※ 北上系統交流道 - 大森停車區、秋田南交流道 - 小坂系統交流道間為無分隔雙向車道（暫定2車線）

## 隧道數
| 區間                                   | 上行線 | 下行線 |
| -------------------------------------- | ------ | ------ |
| 北上系統交流道 - 北上西交流道          | 0      | 0      |
| 北上西交流道 - 錦秋湖服務區            | 4      | 4      |
| 錦秋湖服務區 - 湯田交流道              | 3      | 3      |
| 湯田交流道 - 山內停車區                | 2      | 2      |
| 山內停車區 - 横手交流道                | 3      | 3      |
| 横手交流道 - 横手北智慧型交流道        | 0      | 0      |
| 横手北智慧型交流道 - 大森停車區        | 0      | 0      |
| 大森停車區 - 西仙北服務區/智慧型交流道 | 0      | 0      |
| 西仙北服務區 - 協和交流道              | 1      | 1      |
| 協和交流道 - 秋田南交流道              | 0      | 0      |
| 秋田南交流道 - 五城目八郎潟交流道      | 0      | 0      |
| 五城目八郎潟交流道 - 八郎湖服務區      | 1      | 1      |
| 八郎湖服務區 - 二井白神交流道          | 0      | 0      |
| 蟹澤交流道 - 鷹巢交流道                | 0      | 0      |
| 鷹巢交流道 - 二井田真中交流道          | 2      | 2      |
| 二井田真中交流道 - 大館南交流道        | 0      | 0      |
| 大館南交流道 - 大館北交流道            | 1      | 1      |
| 大館北交流道 - 釋迦內停車區            | 0      | 0      |
| 釋迦內停車區 - 小坂北交流道            | 5      | 5      |
| 小坂北交流道 - 小坂系統交流道          | 0      | 0      |
| 合計                                   | 20     | 20     |

## 道路管理者
- NEXCO東日本 東北支社（日语：東日本高速公路東北支社）[45]
  - 北上管理事務所：北上系統交流道 - 湯田交流道
  - 秋田管理事務所：湯田交流道 - 能代南交流道
- 國土交通省
  - 東北地方整備局 能代河川國道事務所 : 能代南交流道 - 二井白神交流道[46]、蟹澤交流道 - 小坂系統交流道

### 交通量
24小時交通量（台）　道路交通調查
| 區間                                       | 平成17（2005）年度 | 平成22（2010）年度 | 平成27（2015）年度 |
| ------------------------------------------ | ------------------ | ------------------ | ------------------ |
| 北上系統交流道 - 北上西交流道              | 05,472             | 05,358             | 06,281             |
| 北上西交流道 - 湯田交流道                  | 05,688             | 05,490             | 09,530             |
| 湯田交流道 - 橫手交流道/系統交流道         | 05,455             | 05,222             | 06,185             |
| 橫手交流道/系統交流道 - 橫手北智慧型交流道 | 07,096             | 07,367             | 07,859             |
| 橫手北智慧型交流道 - 大曲交流道            | 07,096             | 07,367             | 07,859             |
| 大曲交流道 - 西仙北服務區/智慧型交流道     | 08,661             | 09,428             | 09,787             |
| 西仙北服務區/智慧型交流道 - 協和交流道     | 08,929             | 09,684             | 10,091             |
| 協和交流道 - 河邊系統交流道                | 09,547             | 10,126             | 10,476             |
| 河邊系統交流道 - 秋田南交流道              | 10,202             | 12,099             | 11,640             |
| 秋田南交流道 - 秋田中央交流道              | 06,148             | 08,559             | 08,156             |
| 秋田中央交流道 - 秋田北交流道              | 05,200             | 12,160             | 05,820             |
| 秋田北交流道 - 昭和男鹿半島交流道          | 05,019             | 16,822             | 06,278             |
| 昭和男鹿半島交流道 - 五城目八郎潟交流道    | 03,761             | 14,428             | 05,568             |
| 五城目八郎潟交流道 - 琴丘森岳交流道        | 02,979             | 12,212             | 05,062             |
| 琴丘森岳交流道 - 八龍交流道                | 02,543             | 11,046             | 04,587             |
| 八龍交流道 - 能代南交流道                  | 05,060             | 12,568             | 07,008             |
| 能代南交流道 - 能代東交流道                | 調査當時未開通     | 11,801             | 06,718             |
| 能代東交流道 - 二井白神交流道              | 調査當時未開通     | 調査當時未開通     | 09,209             |
| 二井白神交流道 - 蟹澤交流道間              | 未開通             | 未開通             | 未開通             |
| 蟹澤交流道 - 伊勢堂岱交流道                | 調査當時未開通     | 調査當時未開通     | 調査當時未開通     |
| 伊勢堂岱交流道 - 大館能代空港交流道        | 調査當時未開通     | 調査當時未開通     | 調査當時未開通     |
| 大館能代空港交流道 - 鷹巢交流道            | 調査當時未開通     | 調査當時未開通     | 調査當時未開通     |
| 鷹巢交流道 - 二井田真中交流道              | 調査當時未開通     | 調査當時未開通     | 調査當時未開通     |
| 二井田真中交流道 - 大館南交流道            | 調査當時未開通     | 調査當時未開通     | 02,253             |
| 大館南交流道 - 大館北交流道                | 08,431             | 07,885             | 08,181             |
| 大館北交流道 - 小坂北交流道                | 調査當時未開通     | 調査當時未開通     | 02,383             |
| 小坂北交流道 - 小坂系統交流道              | 調査當時未開通     | 調査當時未開通     | 02,383             |

（來源：「平成22年度道路交通センサス （页面存档备份，存于）」・「平成27年度全国道路・街路交通情勢調査 （页面存档备份，存于）」（國土交通省網頁））
- 平成22年度調査期間的秋田中央交流道至八龍交流道正在進行高速道路免費化社會實驗。

- 令和2年度預定實施的交通量調査因嚴重特殊傳染性肺炎的影響而延期[47]。

#### 交通堵塞
本路線不常堵塞，但每年8月第4個週六在秋田縣大仙市舉行全國花火競技大會時，大曲交流道出口車流多，和賀仙人隧道與土渕隧道等會有10公里以上的車陣。特別是2010年（平成22年）因高速道路免費化等因素，車陣最長達20公里左右，並持續至隔日傍晚才將車陣消化完畢。此外，因高速道路免費化，秋田中央交流道以北的交通量明顯增加，特別是秋田北交流道至昭和男鹿半島交流道的交通量增加了2倍以上。

## 地理

### 通過市町村
岩手縣
北上市 - 和賀郡西和賀町 -
秋田縣
橫手市 - 大仙市 - 秋田市 - 潟上市 - 南秋田郡井川町 - 南秋田郡五城目町 - 南秋田郡八郎潟町 - 山本郡三種町 - 能代市 - （日本海沿岸東北自動車道） - 北秋田市 - 大館市 - 鹿角郡小坂町

## 連接高速道路
- E4 東北自動車道（於北上系統交流道連接）
- E13 湯澤横手道路（於横手交流道連接）
- E7 日本海東北自動車道（於河邊系統交流道連接）
- （日本海沿岸東北自動車道二井白神交流道 - 蟹澤交流道）
  - 二井白神交流道 - 能代市二井町切石
    - 預定進行二井白神交流道改良，整備為自動車專用道路[43]。

  - 能代市ツ井町切石 - 小繋交流道
    - 現道（國道7號二井繞道（日语：二ツ井バイパス））活用區間[43]。未來預定將現道改良為自動車專用道路[43]。

  - 小繋交流道 - 今泉交流道
    - 國道7號二井今泉道路（日语：二ツ井今泉道路））做為別線進行整備[43]。

  - 今泉交流道 - 蟹澤交流道
    - 現道（秋田縣道325號大館能代機場西線（日语：秋田県道325号大館能代空港西線））活用區間[43]。未來預定將現道改良為自動車專用道路[43]。
- E4 東北自動車道（於小坂系統交流道連接）

### 備註
1. ↑  預定改良現道為自動車專用道路。
2. ↑  伊勢堂岱交流道至大館能代機場交流道
3. ↑  未來預定改良為自動車專用道路。蟹澤交流道至北秋田市脇神已改良為自動車專用道路， 並指定為一般國道7號[8]。
今泉交流道至蟹澤交流道曾研究活用既有的翔鷹大橋[9]，但因技術問題而改採新闢路線（自動車專用道路）[10][11][12]。
4. 1 2  隧道工程順利情況下。
5. ↑  今泉交流道至蟹澤交流道曾研究活用既有的翔鷹大橋[9]，但因技術問題而改採新闢路線（自動車專用道路）[10][11][12]。